# Poncio Furio Ponciano
Poncio Furio Ponciano (en latín: Pontius Furius Pontianus) fue gobernador de la Moesia Inferior desde junio/agosto de 217 hasta noviembre/diciembre del mismo año y presumiblemente luego gobernador de la provincia romana de Panonia inferior.
En Moesia inferior Ponciano reemplazó a Marco Estacio Longino, quien aparentemente tenía vínculos demasiado fuertes con el asesinado Caracalla para el nuevo emperador Macrino. Ponciano está allí en monedas con el nombre de P. Fu. Ponciano testifica. Obtuvo la victoria contra las tribus al otro lado del Danubio. Sin embargo, los frutos de esta victoria recayeron en su sucesor, Marcio Claudio Agripa. Mientras tanto, Ponciano probablemente reemplazó al gobernador de Panonia Inferior Elio Decio Triciano, si puede identificarse con Poncio Ponciano, quien está atestiguado allí como gobernador.  Allí, también, aparentemente tuvo éxito militar y, por lo tanto, sobrevivió a la caída de Macrino.  Todavía está atestiguado bajo Heliogábalo, pero no hay información sobre su vida posterior.
Es posible que deba agregarse el segundo nomen como Fusco si el gobernador es idéntico Poncio Fusco Ponciano, quien probablemente esté atestiguado como curator rei publicae en 227 en Lavinium.